# Shyril O'Steen
Pour les articles homonymes, voir O'Steen.
Shyril O'Steen est une rameuse américaine née le 5 octobre 1960 à Seattle.

## Biographie
Elle dispute les épreuves d'aviron aux Jeux olympiques d'été de 1984 à Los Angeles où elle devient championne olympique dans l'épreuve du huit.

## Palmarès

### Jeux olympiques
- Jeux olympiques d'été de 1984 à Los Angeles
  -  Médaille d'or en huit